# Nikon Z 6II
A Nikon Z 6II egy 24,5-megapixeles FX-formátumú, Z-bajonnettes digitális tükör nélküli fényképezőgép, amelyet a Nikon 2020. október 14-én jelentett be, majd 2020. november 5-én adott ki. A Z 6II a Nikon felsőkategóriás tükör nélküli fényképezőgép-kínálatában elődjét, a Z 6-ot váltotta le.

## Tulajdonságok

### A Z 6-tól eltérő tulajdonságok
- Dupla memóriakártya-slot: CFexpress/XQD és SD
- Két darab Nikon Expeed 6 képfeldolgozó processzor (első alkalommal Nikon fényképezőgépben)
- Jobb autofókusz-teljesítmény, Wide-Area AF mód, szem-AF emberekhez és állatokhoz is
- 4K 60 fps videófelvétel (DX-crop)
- 14 kép/mp sorozatfelvétel (12-bit veszteségmentes RAW képnél és egypontos AF-nél), 3,5x nagyobb pufferrel (124 db 12-bit veszteségmentes RAW képig)
- Elektronikus kereső frissítési rátája gyorsabb, a blackout rövidebb ideig tart
- Nagyobb akkumulátor kapacitás (EN-EL15c Li-ion): 340 kép (100 perc videófelvétel). EN-EL15/a/b-kompatibilis

### A Z 6-tal megegyező tulajdonságok
- 24,5 megapixeles BSI CMOS képérzékelő
- ISO-tartomány: 100–51 200 (expanded: 50–204 800)
- 55 mm széles Nikon Z-bajonett
- 273-pontos AF rendszer, ami automatikusan kapcsol át fázisérzékelős és kontrasztérzékelős módok között (a fókuszpontok a kereső 90%-át fedik)
- Belső képstabilizátor (5-stop)
- Elektronikus kereső 3,7 millió pontos kijelzővel, 0.8×-s nagyítással, 37° fokos betekintési szöggel
- Hátsó, 3.2"-es kihajtható érintőképernyő (2,1 millió képponttal)
- 1080p 120 fps-ig, tömörítetlen videókimenet HDMI-n (4:2:2 10-bit N-Log)

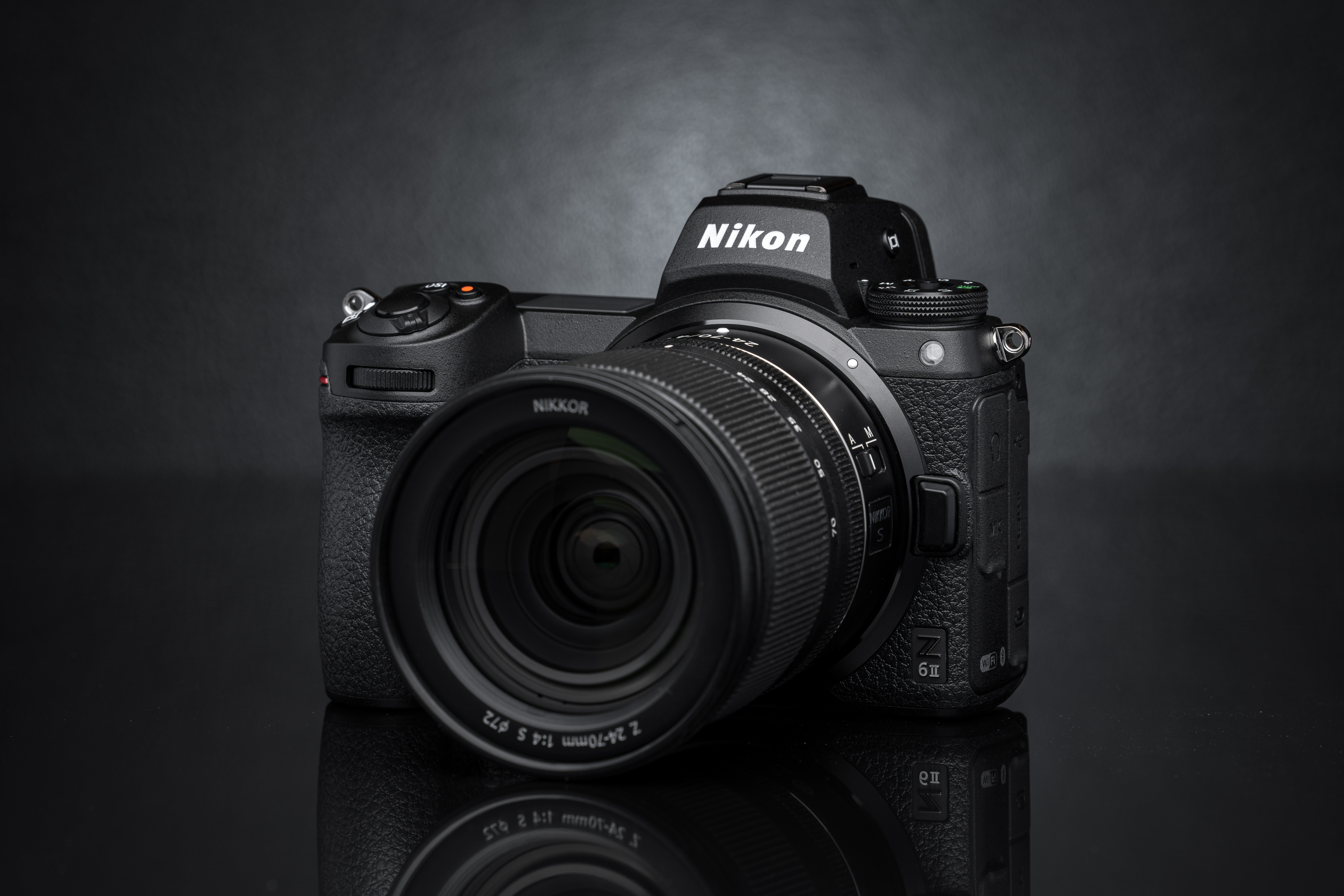
Z 6II + NIKKOR Z 24-70mm f/4 S
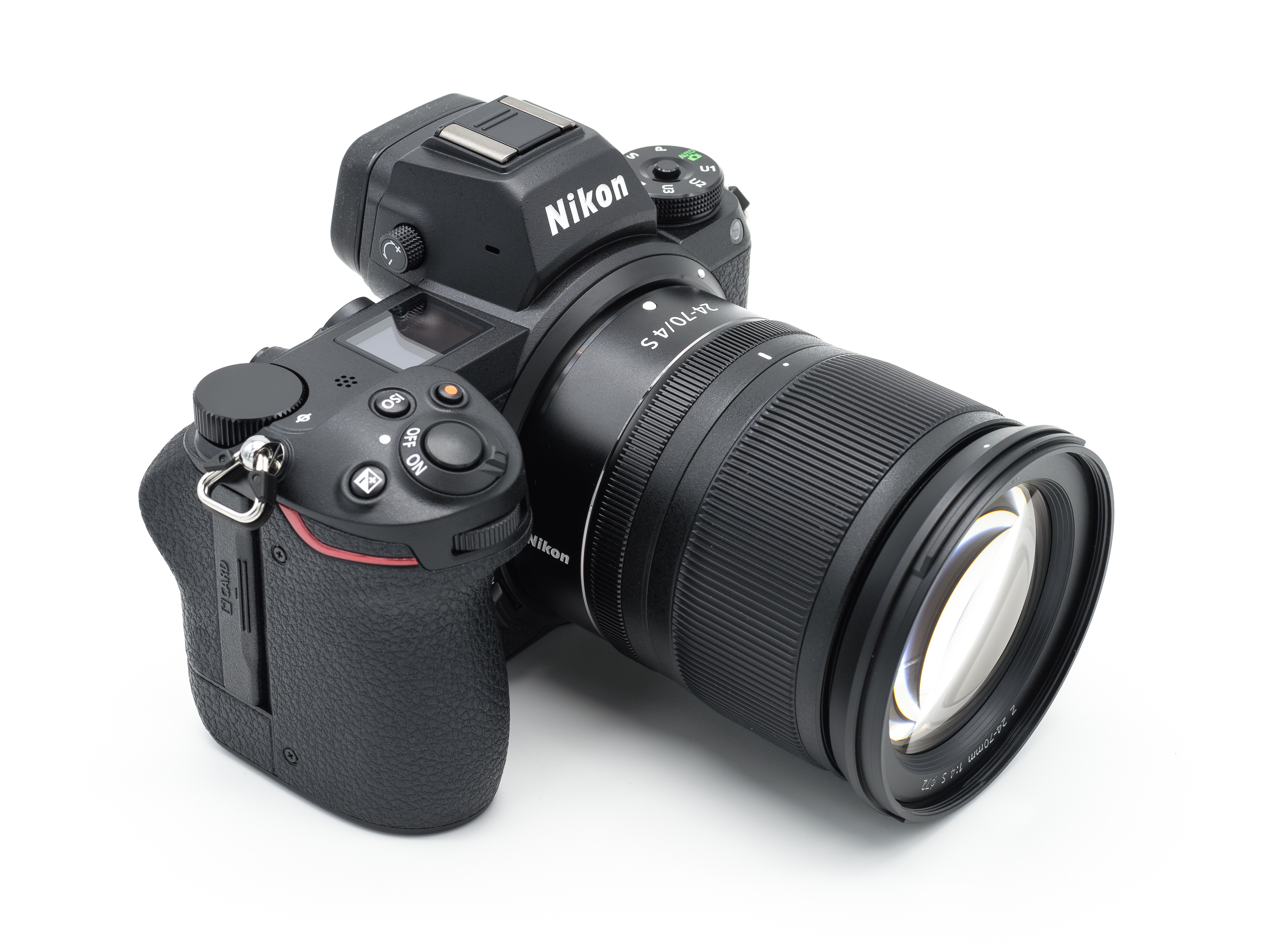
Z 6II + NIKKOR Z 24-70mm f/4 S
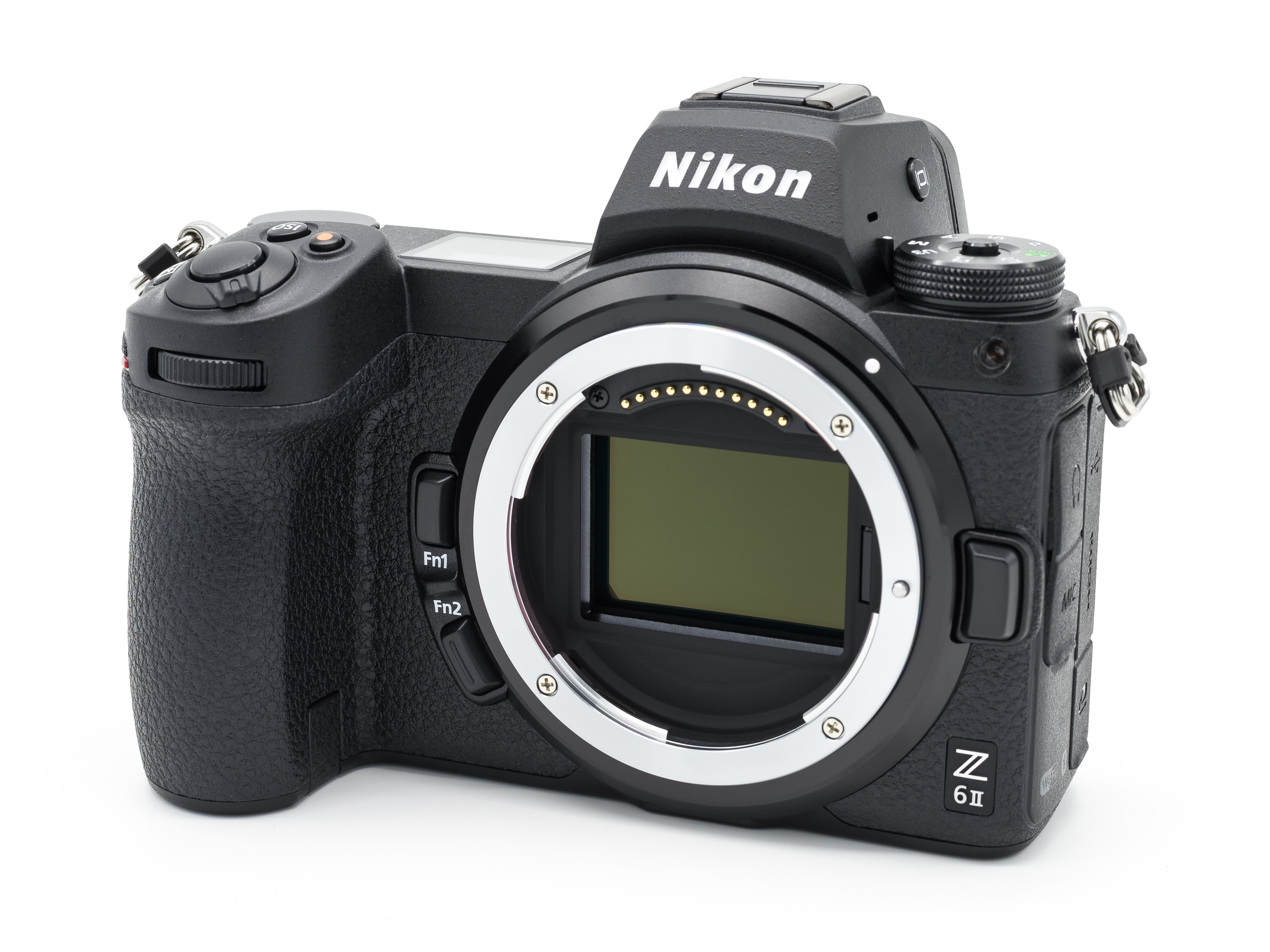
Objektív nélkül
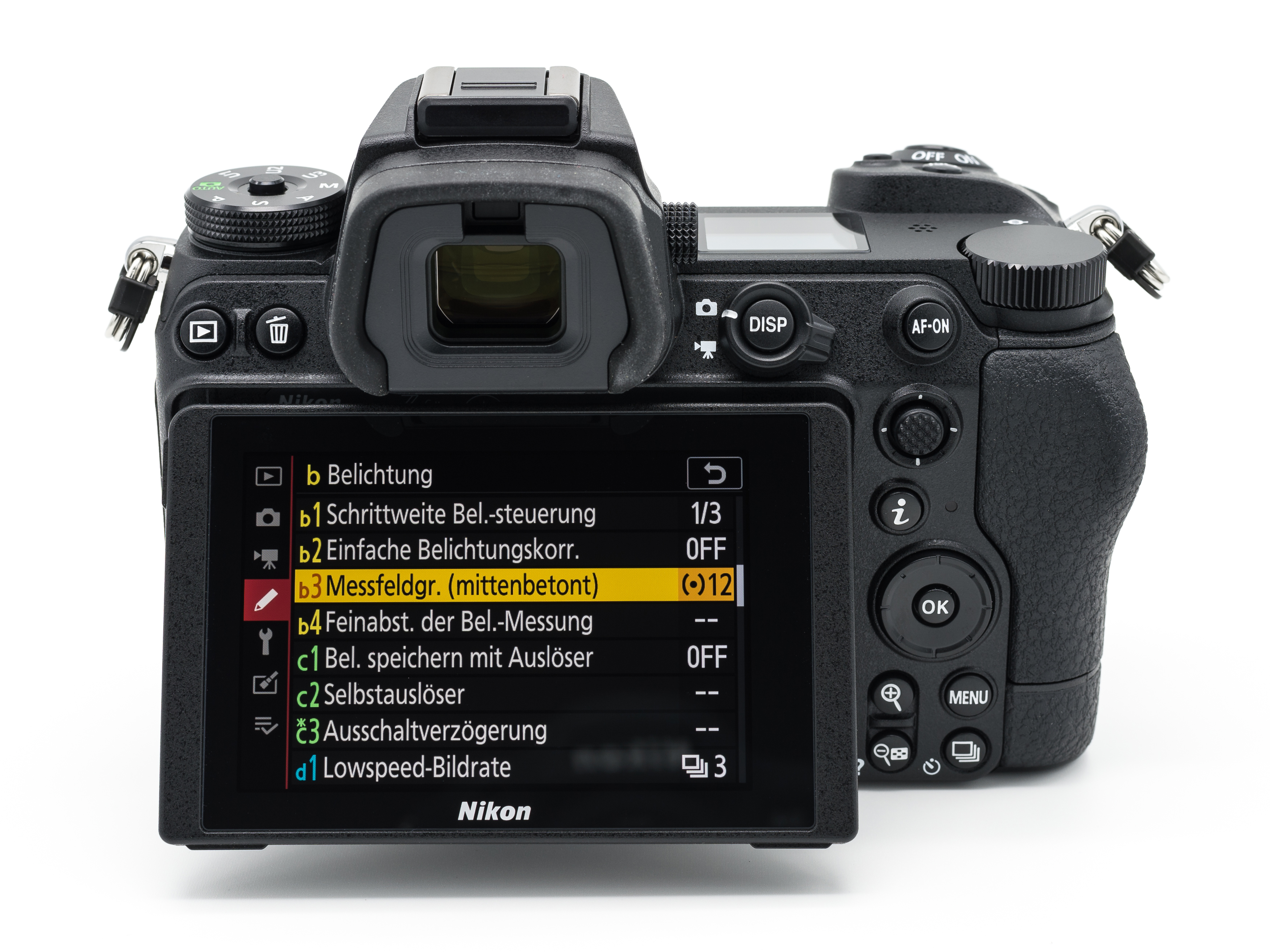
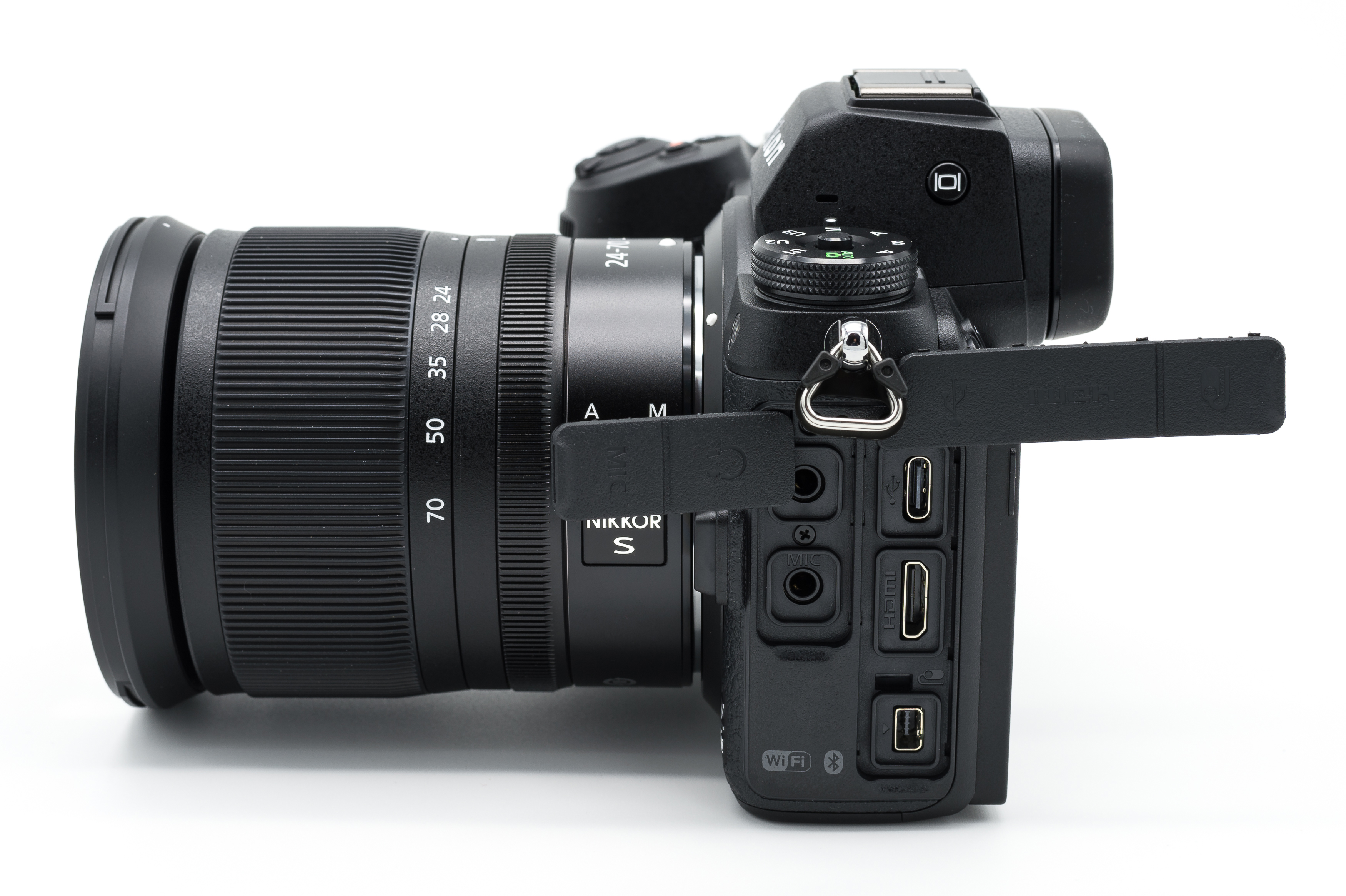
Z 6II csatlakozói + NIKKOR Z 24-70mm f/4 S

## Firmware frissítések
A Z 6II számos firmware frissítést kapott megjelenése óta. A Z 6II és a Z 7II firmware frissítéseiben ezidáig nagyjából azonos változásokat eszközöltek, valamint ezek egyforma firmware-verziószámokat is kaptak.
| Verzió | Megjelenés         | Fő változások, megjegyzések |
| ------ | ------------------ | --- |
| 1.0    | 2020. november 5.  | - Első firmware-verzió |
| 1.01   | 2020. november 17. | - Hibajavítások, stabilitás javítása |
| 1.02   | 2020. december 15. | - Hibajavítások, stabilitás javítása |
| 1.10   | 2021. február 25.  | - 4k60 és 4k50 rögzítési módok (legalább 250 MB/s olvasási és írási sebességre képes CFexpress, XQD vagy UHS-3 SD kártya ajánlott 4k60/4k50 videófelvételhez) - Jobb szemérzékeléses autofókusz teljesítmény - Opcionális, fizetős Blackmagic "RAW upgrade" lehetősége nyers videókimenethez - SnapBridge appal kapcsolatos hibajavítás |
| 1.20   | 2021. április 26.  | - Nikkor Z MC 50mm f/2.8 és Z MC 105mm f/2.8 VR S támogatása - Jobb autofókusz sötétben - Hibajavítások |
| 1.21   | ?                  | - FTZ bajonettadapterrel kapcsolatos hibajavítás |
| 1.30   | 2021. október 19.  | - FTZ II bajonettadapter, Nikkor Z 24-120mm f/4 S, Z 28-75mm f/2.8 és Z 400mm f/2.8 TC VR S támogatása - Hangjegyzet-funkció - Hibajavítások |
| 1.40   | 2022. április 20.  | - Nikkor Z 800mm f/6.3 VR S objektív és ML-L7 távirányító támogatása - Autofókusz teljesítményének javítása - Fókuszpozíció mentése és visszaállítása - Megszabható a fókuszgyűrű fordulásának terjedelme - Fókusz- és a másodlagos irányító gyűrű funkciójának megcserelése - Hibajavítások                                            |
| 1.50   | 2022. november 2.  | - iOS NX MobileAir támogatása (v1.0.4+) - MC-N10 távirányító támogatása - Gyorsabb fókuszgyűrű-reszponzivitás manuális fókuszmódban (MF) - Hibajavítások |
| 1.60   | 2023. július 12.   | - Több testreszabható beállítás, pl. videófelvétel alatti piros keret, meleg színek használata a kijelzőn (Custom Setting menü: d9, d10, d11, g7) - Hibajavítások |
| 1.61   | 2024. január 16.   | - Hibajavítás |
| 1.62   | 2024. március 25.  | - Változtak az alapértelmezett értékek drótnélküli kapcsolat esetén - Hibajavítások |
| 1.70   | 2025. június 3.    | - Power Zoom támogatása PZ-objektíveken - Orosz UI-nyelv hozzáadása a közel-keleti régióban árusított gépeken - Hibajavítások |